# Profiled
Profiled é um CD promocional de divulgação da coletânea da banda britânica de rock Led Zeppelin contendo apenas entrevistas. Foi lançado em 21 de setembro de 1990 pela Atlantic Records. Posteriormente integrado à Edição Especial "Remasters".

## Faixas
1. "Perfil do Led Zeppelin"  28:05

1. Jimmy Page
2. Robert Plant
3. John Paul Jones
4. "Hey Hey What Can I Do"
5. Jimmy Page
6. "Moby Dick"/"Bonzo's Montreux"
7. John Paul Jones
8. Robert Plant
9. "Kashmir"
10. Jimmy Page
11. "White Summer"/"Black Mountain Side"

2-8. "Station Liners" 0:23
9-20. "Interview: Jimmy Page"
21-32. "Interview: Robert Plant"
33-43. "Interview: John Paul Jones"